# Alitalia
A Alitalia – Società Aerea Italiana S.p.A. foi a maior e a principal linha aérea da Itália. A companhia aérea estava sediada em Roma, e as suas principais bases de operações foram os aeroportos internacionais Fiumicino, em Roma, e Malpensa, em Milão, que também era o principal centro operacional. Etihad Airways tem participação na empresa Società Aerea Italiana com 49 por cento da Alitalia. O nome "Alitalia" é uma abreviação italiana das palavras ali (asas) e Italia (Itália).

## História
A companhia aérea Alitalia foi fundada em 16 de setembro de 1946, tendo realizado o voo inaugural a 5 de maio de 1947 com uma aeronave Fiat G-12 Alcione que fez a viagem entre Turim, Roma e Catânia. Naquele ano a companhia atingiu o número de 10.000 passageiros transportados. No ano seguinte, em março de 1948, a companhia faz o seu primeiro voo intercontinental tendo partido de Milão com destino a diversas cidades da América do Sul (Natal, Rio de Janeiro e Buenos Aires), depois de fazer escala em Dakar, no Senegal. A empresa foi o símbolo do milagre econômico da Itália após a Segunda Guerra Mundial.
Em 1957, a companhia adquiriu a Linee Aeree Italiane, ficando com o nome oficial Alitalia Linee Aeree Italiane. Nos anos 1970, tornou-se a sétima maior companhia aérea do mundo.
Na década de 1990, a companhia transportou mais de 25 milhões de passageiros. Nessa década, começaram os problemas financeiros - entre 2000 e 2020 as perdas seriam de 11,4 bilhões de euros. Em 1997 criou a subsidiária regional Alitalia Express (para voos domésticos e voos de curto alcance para destinos europeus) e em 2001 juntou-se à aliança mundial de companhias aéreas SkyTeam. Em novembro de 2003, a empresa anunciou o corte de 2.700 funcionários para preparar a companhia para a fusão com o grupo Air France-KLM. Em abril de 2004, a Alitalia adquiriu a falida linha aérea regional Gandalf Airlines, para ter direito a maior participações em aeroportos europeus, principalmente Milão (Linate) e Paris (Charles De Gaulle).
Depois do fracasso nas negociações para a venda da companhia aérea para o grupo Air France-KLM, no começo de 2008, em 28 de agosto, a Alitalia pediu ao Tribunal de Roma autorização para declarar estado de insolvência, e assim receber uma administração extraordinária para sair da crise financeira na qual se encontrava. Esta declaração é parecida com a nova lei de falências que vigora no Brasil, na qual o caso mais famoso foi da Varig, que entrou primeiramente em processo de recuperação judicial.
Depois, o grupo Air France-KLM e o grupo Lufthansa demonstraram interesse em adquirir parte da empresa aérea.
Em 2008 Alitalia Linhas Aéreas deixou de existir e nasceu a Alitalia Linhas Aéreas Italianas. Essa nova empresa nasceu da divisão da Alitalia sem dividas da Alitalia com dividas e da fusão com Air One. Em 2009, a Alitalia uniu-se com a companhia aérea Airone, formando a CAI, com 25% do capital pertencente à Air France-KLM. No entanto, com as frequentes trocas de presidente e a recapitalização em 2013, a Air France deixou a sociedade.
Em 2014, a Etihad anunciou a compra de 49% da Alitalia, mas três anos depois a companhia italiana já precisava de nova capitalização, o que foi rejeitado pelos funcionários. Assim, a Etihad acabou saindo da sociedade. A Alitalia sobreviveu graças a dois empréstimos-ponte do governo italiano, superiores a 1 bilhão de euros.
Em 24 de agosto de 2021, a Alitalia anunciou o fim de todas as vendas de passagens em seu site e anunciou que os clientes que compraram passagens para voos após 15 de outubro de 2021 seriam reembolsados.

### Processo de falência e criação da sua sucessora
Em 10 de outubro de 2020, o governo italiano assinou um decreto para permitir a reorganização da companhia aérea como ITA - Italia Trasporto Aereo SpA Em 28 de outubro de 2020, foi relatado que a ITA compraria vários ativos da Alitalia - Società Aerea Italiana SpA, incluindo a marca e os códigos de voo da Alitalia e Alitalia CityLiner, o código de bilhete IATA (055), o programa de passageiro frequente MilleMiglia e slots de aeroporto em London Heathrow (68 slots semanais no verão e 65 no inverno). A transação deve custar € 220 milhões. Em 8 de janeiro de 2021, a Comissão Europeia enviou uma carta a representantes permanentes da União Europeia para lançar uma “licitação aberta, transparente, não discriminatória e incondicional” para se livrar dos ativos da Alitalia. A carta é composta por 62 pedidos de esclarecimento, rejeitando a ideia de que a antiga operadora poderia vender seus pertences para a nova empresa em uma negociação privada. Na carta, afirma-se que a marca Alitalia não deve ser mantida pelo ITA, por ser um indicador emblemático de continuidade. A Comissão Europeia sugere que os negócios combinados de aviação, assistência em terra e manutenção sejam vendidos separadamente a terceiros. Também sugere que os slots devem ser vendidos e o programa MilleMiglia em sua totalidade não pode ser transferido para a nova entidade corporativa. A nova companhia aérea iniciou as operações em 15 de outubro de 2021, sete horas após o último pouso da Alitalia.

## Frota Alitalia

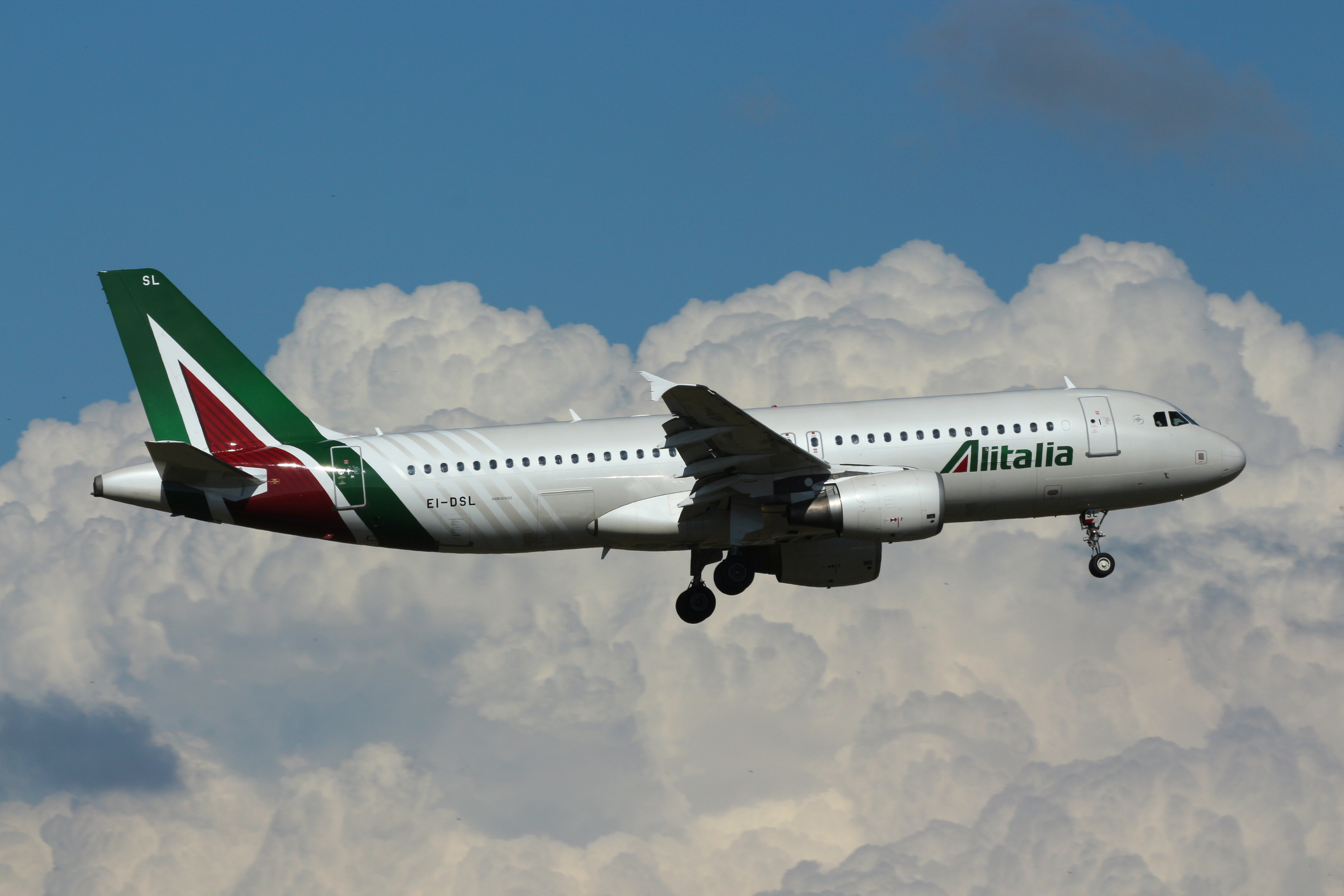
Um Airbus A320-200.

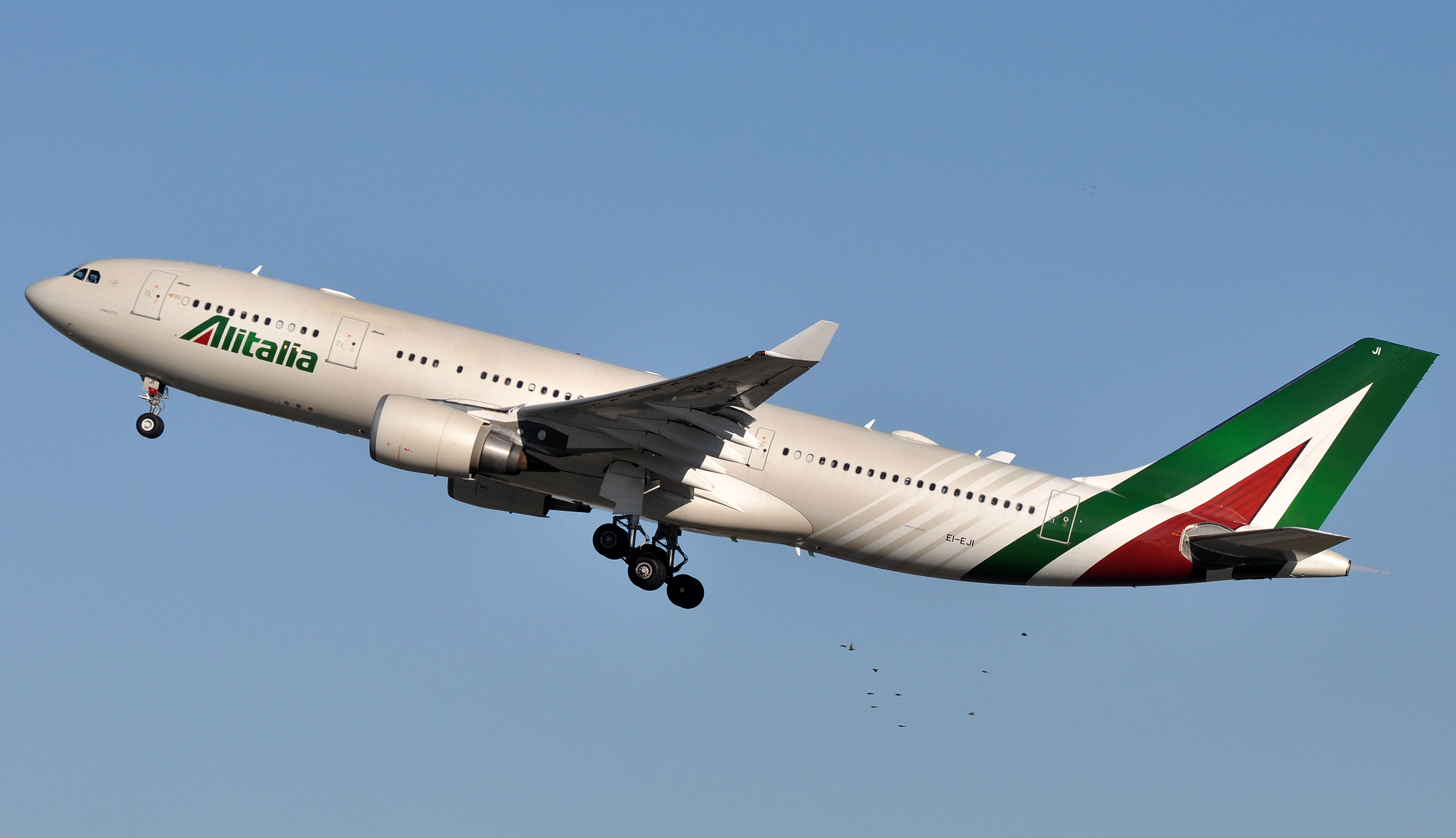
Um Airbus A330-200.

Um Boeing 777-200ER.

A frota da Alitalia consistia nas seguintes aeronaves em 10 de outubro de 2017:
| Aeronave            | Total | Passageiros (Magnifica*/Clássica Plus**/Clássica) | Rotas | Notas                                         |
| ------------------- | ----- | ------------------------------------------------- | --- | --------------------------------------------- |
| Airbus A319-100     | 22    | 126                                               | Rotas Domesticas/Internacionais curtas e médio alcance                                                          |                                               |
| Airbus A320-100/200 | 38    | 153                                               | Rotas Domesticas/Internacionais curtas e médio alcance                                                          |                                               |
| Airbus A321-100/200 | 7     | 187                                               | Rotas Domesticas/Internacionais curtas e médio alcance                                                          |                                               |
| Airbus A330-200     | 14    | 230 (28/21/181)                                   | Internacional de longo alcance Rio de Janeiro, Pequim, São Paulo                                                |                                               |
| Boeing 777-200ER    | 11    | 291 (42/249)                                      | Internacional de longo alcance Buenos Aires, Rio de Janeiro, Miami, Nova York, Osaka, São Paulo, Tokyo (Narita) |                                               |
| Boeing 777-300ER    | 1     | 382 (22/24/336)                                   | Internacional de longo alcance                                                                                  |                                               |
| Embraer 175         | 15    | 88 (17/71)                                        | Rotas Domésticas Curto Alcance                                                                                  | Sendo aposentados com o fechamento da empresa |
| Embraer 190         | 5     | 100 (17/83)                                       | Rotas Domésticas Curto Alcance                                                                                  | Sendo aposentados com o fechamento da empresa |
| Total               | 113   | —                                                 | — | —                                             |

 *Magnifica é o nome dado para a Classe Executiva oferecida em rotas de médio e longo alcance.
 **Clássica Plus é o nome dado para a Classe Econômica Premium oferecida em rotas de médio e longo alcance.